# 馬海晏
馬海晏（1837年—1900年），字德菴，又字清菴，回族，甘肅省河州人，青海馬家軍始祖。

## 生平
馬海晏主要做藥材、木材的販運生意，是當地馱幫領頭人，善騎術，會拳法，善使流星錘與槍。二十六歲隨表兄馬占鰲起兵反清，成為馬占鰲的得力幹將，後一起投降清軍。
清將董福祥招降馬安良、馬福祿部，实行“以回制回”的策略。馬福祿部旗官馬海宴得到嘉獎，其子馬麒也得到六品軍功牌。马海晏鎮壓回民有功，成为董福祥部骨干。
庚子拳亂時，八国联军进犯北京，清政府调董福祥统领的甘军入卫京师，隶属于甘军的简练军也同时入京，驻防直隶一带，不久又调守永定门。同年7月21日，慈禧携光绪帝逃离北京，董福祥奉旨护驾，令马海晏部随从前往。在同月23日接旨后星夜急追，於8月15日在宣化縣追上皇宫车驾。六十三岁高龄的马海晏因连夜奔波，辛劳过度，在宣化病故。
慈禧顾念其效忠有功，追赠记名总兵，遗职由长子马麒接任。

## 家族
馬海晏的七弟馬海淵，為馬仲英祖父。
生馬麒、馬麟、馬風。

## 外部連結
- 甘、寧、青三馬家族世系簡表 （页面存档备份，存于）